# Rutilia bisetosa
Rutilia bisetosa là một loài ruồi trong họ Tachinidae.